# T-ara
T-ara (hangul: 티아라) är en sydkoreansk tjejgrupp bildad 2009 av Core Contents Media.
Gruppen består av de sex medlemmarna Boram, Qri, Soyeon, Eunjung, Hyomin och Jiyeon.

## Medlemmar
| Artistnamn   | Artistnamn | Födelsenamn    | Födelsenamn | Födelsedatum     | Medlemstid |
| Romanisering | Hangul     | Romanisering   | Hangul      | Födelsedatum     | Medlemstid |
| Nuvarande    | Nuvarande  | Nuvarande      | Nuvarande   | Nuvarande        | Nuvarande  |
| ------------ | ---------- | -------------- | ----------- | ---------------- | ---------- |
| Boram        | 보람       | Jeon Bo-ram    | 전보람      | 22 mars 1986     | 2009-idag  |
| Qri          | 큐리       | Lee Ji-hyun    | 이지현      | 12 december 1986 | 2009-idag  |
| Soyeon       | 소연       | Park So-yeon   | 박소연      | 5 oktober 1987   | 2009-idag  |
| Eunjung      | 은정       | Hahm Eun-jung  | 함은정      | 12 december 1988 | 2009-idag  |
| Hyomin       | 효민       | Park Sun-young | 박선영      | 30 maj 1989      | 2009-idag  |
| Jiyeon       | 지연       | Park Ji-yeon   | 박지연      | 7 juni 1993      | 2009-idag  |
| Tidigare     |            |                |             |                  |            |
| Jiae         | 지애       | Lee Ji-ae      | 이지애      | 6 augusti 1987   | 2009       |
| Jiwon        | 지원       | Yang Ji-won    | 양지원      | 5 april 1988     | 2009       |
| Hwayoung     | 화영       | Ryu Hwa-young  | 류화영      | 22 april 1993    | 2010-2012  |
| Areum        | 아름       | Lee A-reum     | 이아름      | 19 april 1994    | 2012-2013  |

## Diskografi

### Album
| Albuminformation                                                                       | Topplacering          | Topplacering   |
| Albuminformation                                                                       | Sydkorea (Gaon Chart) | Japan (Oricon) |
| Koreanska                                                                              | Koreanska             | Koreanska      |
| -------------------------------------------------------------------------------------- | --------------------- | -------------- |
| Absolute First Album (Studioalbum) - Nyutgåva: Breaking Heart (3 mars 2010)            | 2                     | —              |
| Temptastic (EP-skiva) - Släppt: 1 december 2010                                        | 2                     | —              |
| John Travolta Wannabe (EP-skiva) - Nyutgåva: Roly-Poly in Copacabana (22 augusti 2011) | 3                     | —              |
| Black Eyes (EP-skiva) - Nyutgåva: Funky Town (3 januari 2012)                          | 1                     | 31             |
| Day by Day (EP-skiva) - Nyutgåva: Mirage (4 september 2012)                            | 2                     | 28             |
| Again (EP-skiva) - Nyutgåva: White Winter (14 december 2013)                           | 2                     | 45             |
| And & End (EP-skiva) - Släppt: 11 september 2014                                       | 2                     | —              |
| So Good (EP-skiva) - Släppt: 4 augusti 2015                                            | 4                     | —              |
| Remember (EP-skiva) - Släppt: 9 november 2016                                          | 4                     | 158            |
| Japanska                                                                               |                       |                |
| Jewelry Box (Studioalbum) - Släppt: 6 juni 2012                                        | —                     | 2              |
| Treasure Box (Studioalbum) - Släppt: 7 augusti 2013                                    | —                     | 4              |
| Gossip Girls (Studioalbum) - Släppt: 14 maj 2014                                       | —                     | 7              |

### Singlar
| År        | Titel                           | Topplacering          | Topplacering   |
| År        | Titel                           | Sydkorea (Gaon Chart) | Japan (Oricon) |
| Koreanska | Koreanska                       | Koreanska             | Koreanska      |
| --------- | ------------------------------- | --------------------- | -------------- |
| 2009      | "Lies"                          | —                     | —              |
| 2009      | "TTL (Time to Love)"            | 168                   | —              |
| 2009      | "TTL Listen 2"                  | —                     | —              |
| 2009      | "Bo Peep Bo Peep"               | 4                     | —              |
| 2009      | "Like the First Time"           | 10                    | —              |
| 2010      | "I Go Crazy Because of You"     | 1                     | —              |
| 2010      | "I'm Really Hurt"               | 31                    | —              |
| 2010      | "Why Are You Being Like This?"  | 4                     | —              |
| 2010      | "Yayaya"                        | 5                     | —              |
| 2011      | "Roly-Poly"                     | 2                     | —              |
| 2011      | "Roly-Poly in Copacabana"       | 45                    | —              |
| 2011      | "Cry Cry"                       | 1                     | —              |
| 2011      | "We Were in Love" (med Davichi) | 1                     | —              |
| 2012      | "Lovey-Dovey"                   | 1                     | —              |
| 2012      | "Day by Day"                    | 2                     | —              |
| 2012      | "Sexy Love"                     | 4                     | —              |
| 2012      | "Day and Night"                 | 28                    | —              |
| 2013      | "Number Nine"                   | 5                     | —              |
| 2013      | "Because I Know"                | 41                    | —              |
| 2013      | "Do You Know Me?"               | 19                    | —              |
| 2013      | "Hide & Seek"                   | 37                    | —              |
| 2014      | "Sugar Free"                    | 36                    | —              |
| 2015      | "So Crazy"                      | 33                    | —              |
| 2016      | "Tiamo"                         | 81                    | —              |
| Japanska  |                                 |                       |                |
| 2011      | "Bo Peep Bo Peep"               | —                     | 1              |
| 2011      | "Yayaya"                        | —                     | 7              |
| 2012      | "Roly-Poly"                     | —                     | 3              |
| 2012      | "Lovey-Dovey"                   | —                     | 9              |
| 2012      | "Day by Day"                    | —                     | —              |
| 2012      | "Sexy Love"                     | —                     | 4              |
| 2013      | "Bunny Style!"                  | —                     | 2              |
| 2013      | "Target"                        | —                     | 12             |
| 2013      | "Number Nine"                   | —                     | 13             |
| 2014      | "Lead The Way / LA'booN"        | —                     | 8              |